# Code unique
Code unique ist die Bezeichnung für ein privatrechtliches Gesetzeswerk, das sowohl das Zivilrecht als auch das Handelsrecht umfasst. Im Geltungsbereich der Rechtsordnung  existiert dann kein eigenständiges Handelsgesetzbuch. 
Code unique bedeutet nicht den Verzicht auf handelsrechtliche Vorschriften oder ein „Weniger“ an Regelungsmaterie, verzichtet wird lediglich auf ein eigenes Handelsgesetzbuch. Handelsrechtliche Regelungen – etwa zum Gesellschaftsrecht – können gleichermaßen in- oder außerhalb eines Code unique festgehalten werden. Sofern kein Handelsgesetzbuch im Bestand einer Rechtsordnung existiert, bedeutet das auch nicht, dass Handelsrecht nicht eine autonome akademische Disziplin für die Forschung bilden kann. Im Rechtskreis des Common Law hat sich trotz zahlreicher Sonderregeln für den professionellen Wirtschaftsverkehr keine Handelsrechtswissenschaft entwickelt, was darauf zurückgeführt wird, dass das  mittelalterliche Handelsrecht (law merchant) schon früh in das Common Law integriert wurde.
Ein Code unique existiert in der Schweiz (Zivilgesetzbuch von 1911) und in Italien (Codice civile von 1942). Wesentliche Merkmale eines Code unique weisen zudem die polnische und die niederländische Zivilrechtsordnung auf. Argumentiert wurde in der Schweiz damit, dass handels- und zivilrechtliche Schuldverhältnisse nur schwierig abgrenzbar seien und eine Einheitslösung zu mehr Rechtssicherheit führe. Italien brachte zur Dynamisierung aller Wirtschaftszweige wirtschaftliche Erwägungen vor, und dass der gesamten Volkswirtschaft ein  korporatives Prinzip zugrunde liege, was dem Handelsrecht eine zukünftige Sonderbehandlung abspreche.
Anders Deutschland, Frankreich und Österreich. Da eine grenzüberschreitende lex mercatoria sich als Standesrecht der Kaufleute bereits im Hochmittelalter herausgebildet hatte, existierte es bereits vor der Herstellung der bedeutenden kontinentaleuropäischen Naturrechtskodifikationen (Ende 18. und Anfang 19. Jahrhundert). Frankreich schuf einen Dualismus, einerseits den Code civil, andererseits den Code de commerce, beide Materien wurden somit eigenständig kodifiziert. Diesem System folgen auch Spanien, Portugal und lateinamerikanische Länder. Das preußische Landrecht nahm das Handelsrecht zwar formal auf, darin aber strikt getrennt als Standesrecht. 1861 entstand dann das eigenständige ADHGB und parallel zum Erlass des BGB das HGB (Inkrafttreten beider 1900).